# ۳۰ مرداد
۳۰ مرداد صد و پنجاه و چهارمین روز سال در گاه‌شماری خورشیدی است. به پایان سال ۲۱۱ روز (۲۱۲ روز در سال کبیسه) باقی‌است.

## رویدادها
- اجباری شدن نام خانوادگی برای افراد در ایران (۱۳۱۳ ش)
- سرهنگ قذافی رهبر لیبی در کنفرانس غیرمتعهدها در کلمبو شدیداً به شاه ایران حمله کرد (۱۳۵۵ش)
- احسان الله خان به شهر لنگرود حمله کرد و شهر را به تصرف خود درآورد (۱۳۰۰ ش)

## زادروزها
- ۱۲۸۰ - علی اکبر گلشن ، روزنامه‌نگار، شاعر و نویسنده

## درگذشت‌ها
- ۱۳۵۴ - رحیم روشنیان، بازیگر
- ۱۴۰۳ - هوشنگ حریرچیان، بازیگر
- ۱۴۰۳ - حسین خانی‌بیک، بازیگر